# Daviesia pachylima
Daviesia pachylima är en ärtväxtart som beskrevs av Porphir Kiril Nicolai Stepanowitsch Turczaninow. Daviesia pachylima ingår i släktet Daviesia, och familjen ärtväxter. Inga underarter finns listade i Catalogue of Life.